# Захаровка (Ивановская поселковая община)
Захаровка (укр. Захарівка) — село в Ивановской поселковой общине Генического района Херсонской области Украины.
Население по переписи 2001 года составляло 123 человека. Занимает площадь 13,562 км². Почтовый индекс — 75420. Телефонный код — 5531.

## Местный совет
75 420, Херсонская обл., Ивановский р-н, с. Трофимовка